# Kunstig fotosyntese
Kunstig fotosyntese er et forskningsområde som bl.a. forsøger at replikere den naturlige fotosynteseproces; det at konvertere solenergi, vand og carbondioxid – til oxygen og f.eks. kulhydrater.
Fotokatalytisk vandspaltning til hydrogen og oxygen under brug af solenergi, indregnes også som en del af kunstig fotosyntese, da fotosyntesens fotosystem II netop fraspalter hydrogenioner (protoner).
Faktisk kan alle processer som lagrer solenergi i kemiske bindinger eller kemiske forbindelser indbefattes under kunstig fotosyntese.
Da kunstig fotosyntese får sin energi fra solen kan den givne proces udføre CO2-neutral energilagring.
Vindmøller og solceller tilsammen med CO2-indvindende CO2-neutral energilagring med O2 som affaldsstof, har samme virkning som kunstig fotosyntese, da både solceller og vindmøller får deres energi direkte eller indirekte fra solenergi.
Mange forskere forsker i kunstig fotosyntese:
- 2016
  - Forskere ved University of Illinois at Chicago har lavet en solcelle med wolframdiselenid-nanoflager, som kan omdanne CO2 og H2O til CO og H2 (syntesegas) - pt med en virkningsgrad på 6%.[2]
- 2014
  - Amin Salehi-Khojin et al. ved University of Illinois at Chicago har udviklet en totrins katalytisk proces, der anvender MoS2 og en ionisk væske, som kan katalysere CO2 (og H2O?) til syngas (CO og H2). Forholdet mellem dannet CO og H2 kan let reguleres.[3]
- 2013
  - Prof. Dr. Roel van de Krol et al. har lavet en prisgunstig, stabil og effektiv solcelle baseret på et rimelig lettilgængeligt metaloxid (BiVO4, bismut-vanadium-tetraoxid), som afleverer energien i brint (og ilt).[4]
- 2012
  - Videnskabsfolk ved École Polytechnique Fédérale de Lausanne har lavet en ny fotokatalytisk vandspaltning baseret på billig rust.[5]
  - Forskere ved University of Rochester har syntetiseret en stabile CdSe-kvanteøer og en nikkel katalysator, som muliggør en effektiv fotokatalytisk vandspaltning.[6]
- 2010
  - Mitsubishi udvikler sin egen kunstige fotosyntese som anvender sollys, vand og CO2 til "create the carbon building blocks from which resins, plastics and fibers can be synthesized".[7]
  - UCSC fremviser en synergieffekt mellem TiO2 og CdSe kvanteøer til soldreven hydrogen fremstilling.[8][9]
  - Et prototype solapparat som kan transformere H2O og CO2 til CO og H2. Virkningsgraden for prototypen er 0,7-0,8%, men prototypens varmeisolation er ikke optimal.[10]
- 2009
  - Israelsk opdagelse bringer effektiv fotokatalytisk vandspaltning nærmere.[11][12]
  - Leibniz Institute for Catalysis rapporterer billige iron carbonyl complexes.[13][14]
  - University of East Anglia fremstiller en guld elektrode dækket af lag af indiumfosfid nanopartikler til sol-til-hydrogen med en effektivitet på 60%.[15]
- 2008
  - Jülich videnskabsfolk har syntetiseret en stabilt uorganisk metalkluster som muliggør en effektiv fotokatalytisk vandspaltning.[16]
  - MIT kemikeren Daniel G. Nocera, lederen af MIT's Solar Revolution Project Arkiveret 28. marts 2014 hos  Wayback Machine, og postdoc fellow Matthew Kanan kan have reduceret materialeudgiften til vandspaltning betydeligt ved at erstatte det dyre platin med det billig kobolt og fosfat. Gennembruddet kan kombineres med arbejdet gjort af kemiker Bjorn Winther-Jensen ved Monash University i Australien i udvikling af lavpris elektrisk ledende polymerer der har et stort overfladeareal.[17][18]
- 2007
  - CR5-solpaneler[19][20][21]
  - Et forskerhold under ledelse af dr. Hideki Koyanaka ved universitetet i Kyoto afslørede en proces, baseret på mangandioxid, som kunne opfange CO2 300 gange mere effektivt end planterne[22] (resultatet skal bekræftes ved offentliggørelse i et videnskabeligt tidsskrift).
  - Ved at anvende en halvleder og to tynde lag katalysatorer har Aaron Sathrum og Clifford Kubiak kunnet splitte carbondioxid til oxygen og carbonmonoxid.[23]
- 2006 SLAC om fotogenerationsceller[24]
- 2003 Brookhaven National Laboratory pressemeddelelse[25][26]
- 2000 CSIRO pressemeddelelse om kunstig fotosyntese[27][28]
- 1967 Akira Fujishima opdager Honda-Fujishima-effekten, hvilket kan anvendes til hydrolyse.